# Lamparo
Pour les articles homonymes, voir Lampe (homonymie).

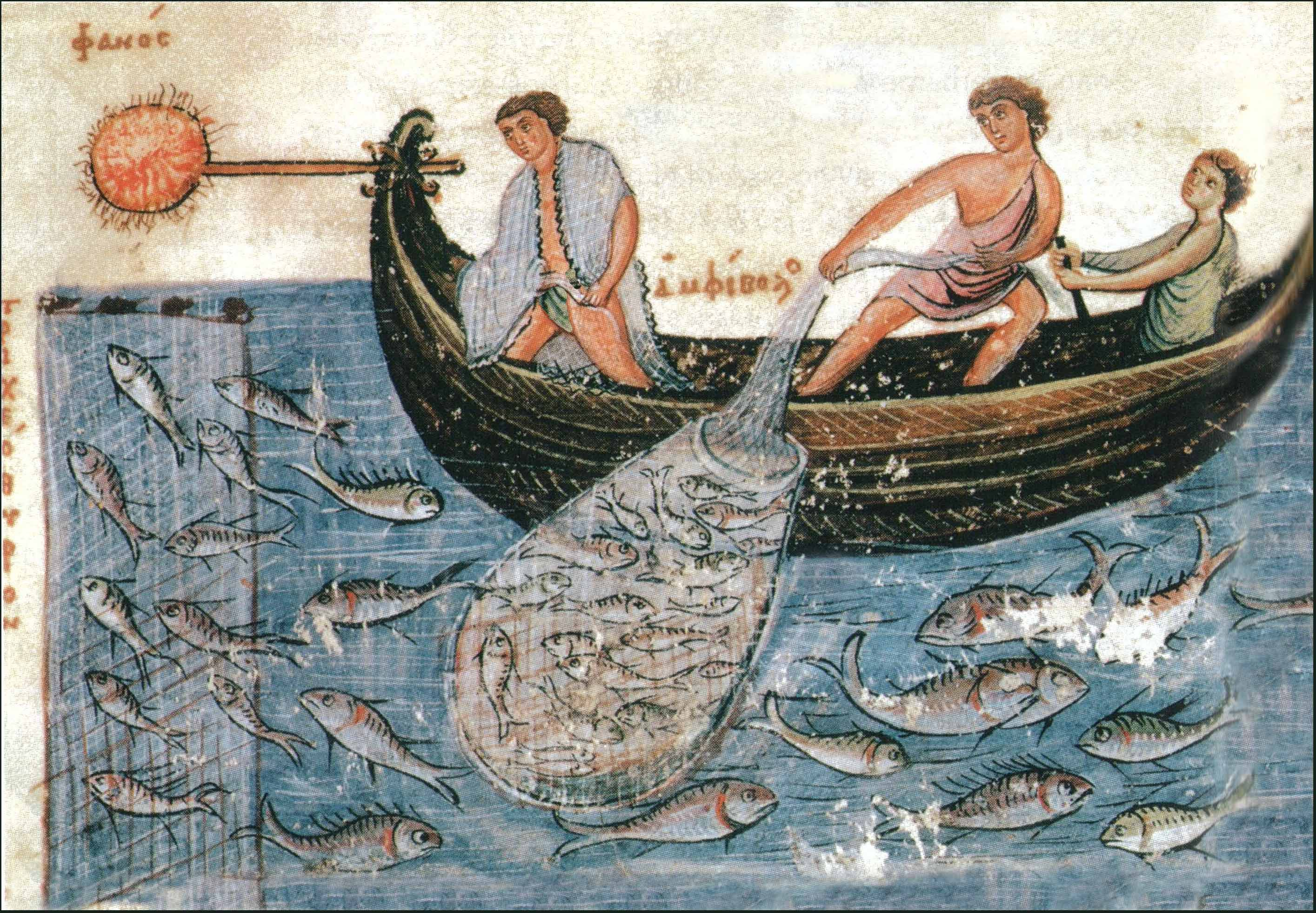
Des résines et des naphtes étaient utilisées dans l'Antiquité tardive pour la pêche au lamparo : leur formule a peut-être été à l'origine du « feu grégeois ».

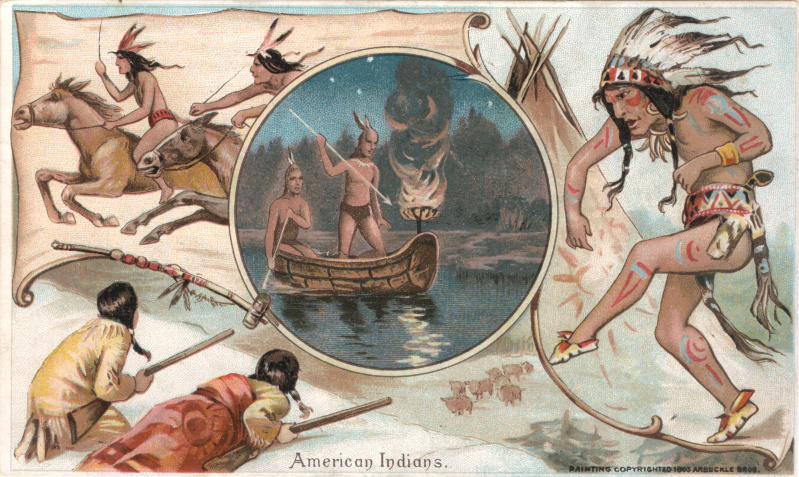
Pêche « au feu » en rivière à partir d'un canoé.

Bateau Japonais équipé pour la pêche du lamparo.

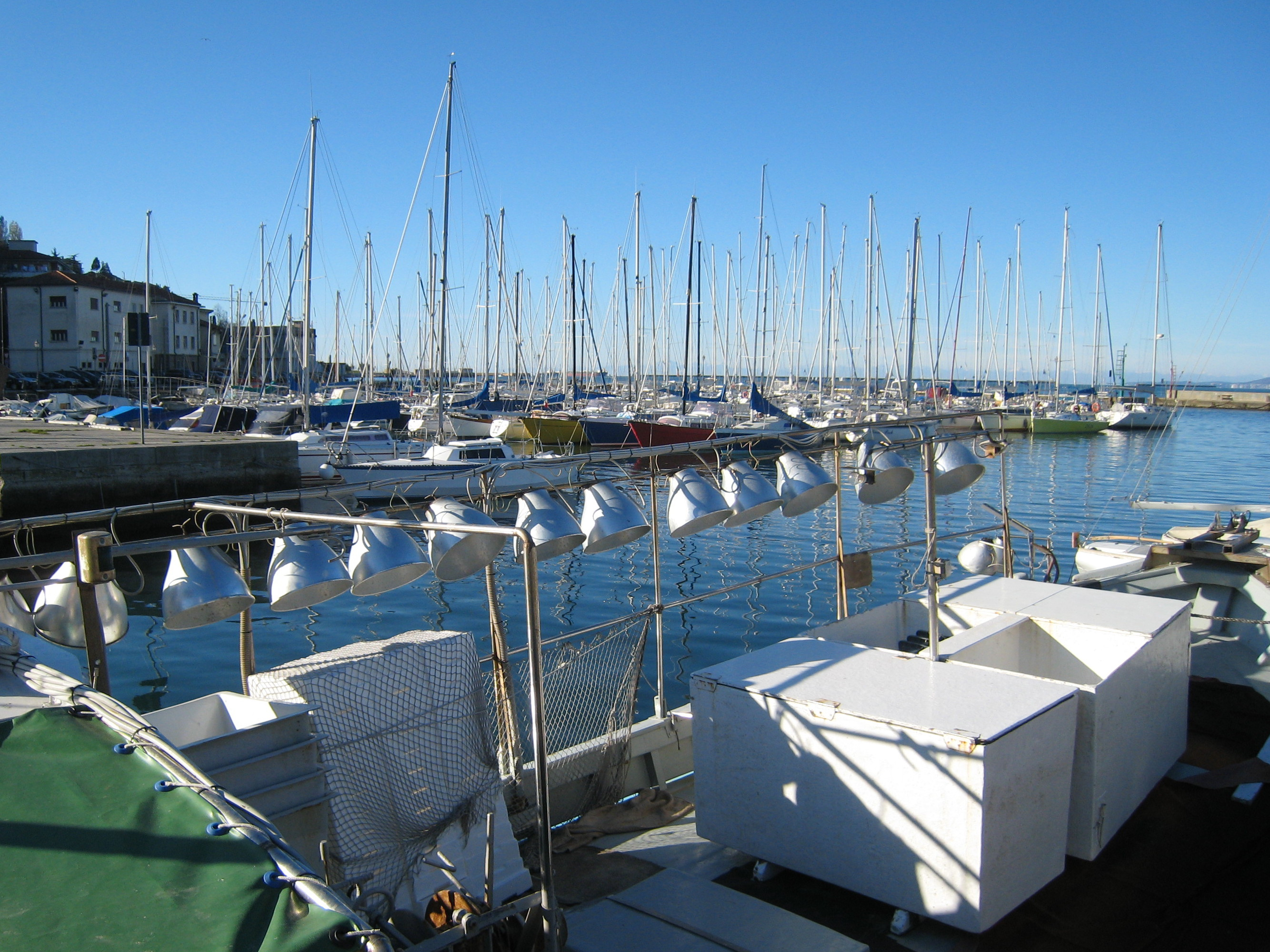
Lampes en batterie.

En halieutique, le lamparo peut désigner :
- la pêche nocturne « à feu » au moyen de luminaires, fondée sur le phototropisme des poissons attirés à la surface par une source artificielle de lumière ;
- le bateau qui la pratique ;
- les luminaires eux-mêmes, dont la lampe à acétylène autrefois utilisée pour cette pêche ;
- le filet du type senne (flottant dont on peut refermer la ralingue de fond) utilisé dans ce cadre.

Le mot vient du grec ancien λαμπάς lampás « luminaire », un lamparo étant, en italien et espagnol, un « porteur de lampe ».
Selon des sources secondaires, ce type de pêche serait interdit en France. Cependant, il n'existe pas de texte législatif dans ce sens : la confusion vient probablement de l'interdiction d'utiliser un luminaire immergé.
Le mot est surtout utilisé pour une forme de pêche industrielle de deux espèces de calmars : Todarodes pacificus et Ommastrephes bartrami de la famille des ommastrephidés, surtout pratiquée en Asie par les flottes de pêche chinoises, coréennes et japonaises, mais aussi dans une moindre mesure néozélandaise qui pêche les calmars Nototodarus sloanii et Dosidicus gigas, et brésilienne qui pêche le calmar atlantique Illex argentinus.
Au Japon, le lamparo se pratique avec de puissants projecteurs en série (150 projecteurs de 2 kW chacun, de lumière blanche avec parfois de la lumière verte intercalée, ceci pour un seul bateau de pêche industrielle). Ces navires immergent des lampes qu'ils remontent lentement avec les bancs de calmars. La quantité de lumière utilisée était telle dans les années 1980 que ces bateaux étaient aussi visibles par satellite de nuit que les villes éclairées du littoral japonais.